# Матеуш Млиньський
Матеуш Млиньський (пол. Mateusz Młyński, нар. 2 січня 2001, Гдиня, Польща) — польський футболіст, півзахисник клубу «Вісла» з Кракова та молодіжної збірної Польщі.

## Клубна кар'єра
Матеуш Млиньський народився у місті Гдиня і є вихованцем місцевого клубу «Арка», у молодіжній команді якого виступав з 2014 року. 11 серпня 2018 року Матеуш дебютував у першій команді у турнірі Екстракласи. У 2020 році разом з клубом футболіст вилетів до Першої ліги.
В літнє трансферне вікно 2021 року Млиньський знову повернувся до Екстракласи, уклавши угоду з клубом «Вісла» з міста Краків.

## Збірна
У 2021 році Млиньський отримав виклик до молодіжної збірної Польщі.